# Johannes Staune-Mittet
Johannes Staune-Mittet (født 18. januar 2002 i Lillehammer) er en cykelrytter fra Norge, der er på kontrakt hos Decathlon-AG2R La Mondiale.